# NationsBank
Die NationsBank war eine US-amerikanische Bank mit Hauptsitz in Charlotte. Die Bank ist ein direkter Vorgänger der Bank of America und hatte ihren Ursprung in der „Commercial National Bank“ von 1874 und der „American Trust Company“ von 1909. Beide Vorgänger wurden ihrerseits in Charlotte gegründet. Durch sukzessive Übernahmen wuchs das Unternehmen im Laufe der Jahrzehnte immer weiter an und zählte im Jahr 1998 zu den größten Kreditinstituten der Vereinigten Staaten. In diesem Jahr wurde die Fusion des Instituts mit der „BankAmerica Corporation“ beschlossen. Obgleich die NationsBank die übernehmende Partei darstellte, wurde eine leicht angepasste Variante der übernommenen Firma als Name des fusionierten Unternehmens gewählt: „Bank of America“.